# تشارلز ميتشيل
تشارلز ميتشيل (بالإنجليزية: Charles Mitchell)‏ (و. 1989  م) هو لاعب كرة قدم أمريكية، من الولايات المتحدة، ولد في ليون، يلعب كمُؤمن ‏.

## التعليم
تعلم في Clarksdale Municipal School District ‏.

## روابط خارجية
- تشارلز ميتشيل على موقع إي إس بي إن.كوم (أن.أف.أل)3
- تشارلز ميتشيل على موقع مرجع كرة القدم المحترفة.كوم (الإنجليزية)